# Richard Goldstone
Richard Joseph Goldstone (Boksburg, 26 de outubro de 1938) é um juiz sul-africano com atuação internacional como promotor em casos de crimes de guerra. Também é professor-visitante da New York University School of Law.

## Formação acadêmica e atuação profissional
Após ter se graduado em Direito pela University of the Witwatersrand em 1962, atuou como advogado no Tribunal de Johannesburgo.
Em 1976, foi indicado para o Senior Counsel e em 1980 foi designado juiz da Suprema Corte do Transvaal.
Goldstone trabalhou por nove anos como jurista na Corte Constitucional da África do Sul, a qual estava encarregada de interpretrar a nova constituição da África do Sul e supervisionar a transição do país para a democracia.

### Promotor-chefe da ONU na Iugoslávia e Ruanda
De 1994 à 1996, Goldstone atuou como promotor-chefe dos Tribunais Criminais Internacionais das Nações Unidas na investigação de genocídios na antiga Iugoslávia e em Ruanda.

### Argentina
Foi membro da comissão internacional instituída em agosto de 1997 pelo governo da Argentina para monitorar o inquérito sobre atividades nazis naquela república, a partir do ano de 1938.

### Kosovo
Goldstone foi presidente da Comissão International Independente sobre Kosovo, instituída em 1999.

### Comissão Volcker
Foi indicado em abril de 2004 por Kofi Annan, Secretário-Geral das Nações Unidas, para a Comissão Internacional Independente, presidida por Paul Volcker, para investigar o programa iraquiano de Petróleo por Alimentos.

### Guerra de Gaza 2008-2009
A princípio, Mary Robinson, ex-Alta Comissária das Nações Unidas para os Direitos Humanos, foi designada para liderar a comissão instituída pela resolução do Conselho de Direitos Humanos da ONU de 12 de janeiro de 2009, para investigar a ocorrência de violações dos Direitos Humanos e do Direito Internacional Humanitário, durante a ofensiva israelense contra a Faixa de Gaza (2008-2009). Uma vez que Robinson recusou-se a aceitar a função, por considerar que a resolução fora "orientada não pelos direitos humanos mas pela política", apresentando, segundo ela, um certo viés antiIsrael, Goldstone foi nomeado chefe da missão, em 3 de abril de 2009, pela Resolução S-9/1 do Conselho.
A Operação Chumbo Fundido deixara cerca de 1400 palestinos mortos, em sua maioria civis. Goldstone declarou-se 'chocado, como judeu', ao ser designado para chefiar o grupo. Escreveu que aceitou o mandato por acreditar profundamente "na obediência à lei e às leis de guerra e no princípio de que, em um conflito armado, os civis devem ser protegidos ao máximo." Com ele, participaram da missão outros 14 juristas.

#### O relatório Goldstone sobre a guerra de Gaza
A Comissão Goldstone  pediu que o Conselho de Segurança da ONU ordenasse a Israel e ao movimento palestino Hamas que conduzissem investigações credíveis sobre os supostos crimes e, se qualquer das partes não fizesse isso dentro de seis meses,  as provas deveriam ser encaminhados à Corte Penal Internacional, sediada em Haia.
Segundo o relatório de 574 páginas, produzido pela Comissão, Israel atacou civis em mesquitas e escolas, e destruiu plantações e fábricas, incluindo a única fábrica de farinha da Cidade de Gaza. Os membros da comissão  também disseram que os soldados israelenses vendaram e algemaram civis palestinos e, ameaçando-os com  armas, usaram-nos como escudos humanos para entrar em casas onde  haveria atiradores. Durante uma entrevista coletiva em Nova York, Goldstone declarou que "há fortes evidências de que diversas violações graves do direito internacional (...) foram cometidas pelas Forças de Defesa de Israel" (...) "A missão concluiu que as ações de crimes de guerra e possivelmente crimes contra a humanidade  foram cometidos pelas Forças de Defesa de Israel." Goldstone disse que também não há dúvida de que o disparo de foguetes  e morteiros palestinos contra Israel "foi deliberado e calculado para causar perda de vidas e ferimentos em civis e  danos à infraestrutura civil". A Comissão "constatou que essas ações também constituem graves crimes de guerra e, possivelmente, crimes contra a humanidade." O Ministério das Relações Exteriores de Israel declarou que a missão de investigação não tinha legitimidade, que foi tendenciosa contra Israel e não considerou a estratégia do Hamas de usar civis palestinos como cobertura durante a guerra. Israel se recusou a cooperar com a comissão Goldstone  ou a permitir que seus membros  entrevistassem testemunhas no sul de Israel ou em Gaza. No entanto, eles entraram em Gaza através do Egito.
Como Israel se recusou a cooperar, Goldstone declarou que a investigação sobre possíveis crimes de guerra cometidos pelas forças israelenses ou pelo Hamas dificilmente resultaria na abertura de processos. O principal problema, segundo ele, continuam sendo os obstáculos políticos e legais para julgamentos de crimes de guerra, pois não há um tribunal com clara competência para instaurar os processos a partir das investigações. Declarou, no entanto, que palestinos e israelenses seriam convidados a falar em Genebra.
 Em seu blog, Goldstone escreveu que o relatório da missão seria divulgado na próxima reunião do Conselho de Direitos Humanos das Nações Unidas, no início de setembro de 2009.
As principais conclusões do Relatório da Missão de Investigação das Nações Unidas sobre o Conflito de  Gaza Conflict, mais conhecido como Relatório Goldstone, foram:
• As forças israelenses cometeram violações de direitos humanos e do Direito Internacional Humanitário que constituem crimes de guerra e possivelmente crimes contra a humanidade. As investigações de numerosos ataques letais contra civis ou contra alvos civis revelaram que esses ataques foram intencionais e que alguns tinham o propósito de disseminar o terror no seio da população civil, sem qualquer objetivo militar, e que as forças israelenses usaram civis palestinos como escudos humanos.
•As forças israelenses cometeram graves violações à Quarta Convenção de Genebra, nomeadamente homicídio intencional, tortura e tratamento desumano, causando intencionalmente grande sofrimento ou danos graves ao corpo ou à saúde, além da destruição de bens, não justificada por necessidades militares e executada de forma ilegal e arbitrária. Tratando-se de violações graves, esses atos dão origem a responsabilidade criminal individual.
1. Israel não cumpriu seu dever de respeitar o direito da população de Gaza a uma adequada condição de vida, incluindo acesso a alimentação adequada, água e habitação. Atos que privam os palestinos na Faixa de Gaza dos seus meios de subsistência, emprego, habitação e água, que negam a sua liberdade de movimento e seu direito de sair e entrar no próprio país e que limitam o seu acesso a reparação efetiva poderiam constituir perseguição - um crime contra a humanidade.
2. Grupos armados palestinos violaram o princípio da distinção lançando foguetes e morteiros que não podem ser dirigidos precisamente a alvos militares e seus ataques a áreas civis que não visavam alvo militar constituíram ataques deliberados contra civis. Tais ataques configuram crimes de guerra e podem constituir crimes contra a humanidade.
3. Combatentes palestinos nem sempre distinguiram-se adequadamente da população civil, expondo desnecessariamente os civis a perigos quando lançaram ataques nas proximidades de edifícios civis ou protegidos.
4. A comissão de investigação não encontrou evidência de que os grupos armados palestinos tenham conduzido civis a áreas sob ataque ou que tenham forçado civis a permanecer nas proximidades, nem que instalações hospitalares hospital tenham sido usadas como escudo pelo governo de-facto do Hamas ou por grupos armados palestinos ou que ambulâncias tenham sido usadas para transportar combatentes ou ainda que grupos armados palestinos tenham realizado atividades de combate dentro de hospitais ou que instalações da ONU tenham sido usadas como escudos.[11][12][13][14][15]

#### Uso de fósforo branco contra civis
Em 1º de fevereiro de 2010, as Forças de Defesa de Israel admitiram ter usado fósforo branco - armamento proibido pelas leis internacionais - contra civis na Faixa de Gaza. Informaram também que dois oficiais receberam punição disciplinar por terem autorizado o uso dessas armas no bombardeio contra um bairro residencial em Gaza, em 2009. Os projéteis com fósforo branco atingiram também a sede da Agência da ONU de Assistência aos Refugiados da Palestina (UNRWA), provocando um incêndio no local e ferindo vários civis. Israel enviou seu relatório à ONU, sobre as investigações realizadas pelo Exército. Todavia, as organizações de defesa dos direitos humanos não consideraram adequado que o próprio Exército investigue a si próprio e exigiram que o governo israelense nomeasse uma comissão independente para investigar os atos dos militares.

#### Ameaças e retaliações
Enquanto presidiu a Comissão da ONU para investigar crimes de guerra cometidos durante a invasão israelense da Faixa de Gaza, o juiz Goldstone  recebeu ameaças de sionistas.
Em abril de 2010, por iniciativa da Federação Sionista Sul-Africana (SAZF), o juiz Goldstone foi proibido de comparecer à cerimônia de bar mitzvah do seu neto, programada para o mês seguinte, na sinagoga  Sandton Shul, em Johannesburgo. Moshe Kurtstag, rabbi e líder da corte religiosa judaica da África do Sul, declarou que Goldstone havia prestado um tremendo desserviço não apenas a Israel mas ao mundo judaico, o que suscitou a raiva dos membros da shul.  "Existe uma crença, dentro das organizações da direita sionista, de que difamar e humilhar os judeus críticos da política de Israel é um modo de servir de exemplo e intimidar outros para que se mantenham em silêncio", declarou Doron Isaacs, um judeu sul-africano que coordena uma ONG educacional da comunidade e lidera um movimento de jovens judeus pela resolução do conflito israelo-palestino.

#### Goldstone se retrata
Um ano depois, em abril de 2011, o juiz Goldstone publicou um artigo no Washington Post, reconsiderando boa parte das conclusões do seu relatório, notadamente no que concerne às suspeitas de que Israel pudesse ter cometido crimes de guerra nos ataques a Gaza, que resultaram em pelo menos 700 civis palestinos mortos. Sobre um dos casos mais graves apontados no relatório - a morte de cerca de 29 membros de uma mesma família, dentro de sua casa -, Goldstone diz que aquilo não passou de um engano de um militar israelense, mas o caso já estaria sendo devidamente investigado pelo governo de Israel - juntamente com os outros 400 casos de possíveis violações. Por isso o juiz elogia Israel e, por outro lado, critica o Hamas, por não investigado os lançamentos de foguetes, que provocaram a morte de três civis, em Israel.
A longa vigência da impunidade
Por outro lado, a relatoria feita por Goldstone se fundamenta em grande medida em relatórios produzidos por organizações internacionais (como a Anistia Internacional e Human Rights Watch) e locais (Breaking the Silence, B'Tselem), que não modificaram suas constatações denunciando a possível intencionalidade dos crimes e um longo padrão de impunidade prevalecente nos Territórios Palestinos Ocupados, desde pelo menos a Primeira Intifada. Tal situação de impunidade, que a Anistia internacional já havia denunciado em sua campanha internacional contra desaparecimentos e assassinatos extrajudiciais em 1993, remete à condição de vida vulnerável ou nua, portanto vigência da exceção legal, semelhante ao que ocorreu na Alemanha nazista.

## Obras
- Martha Minow’s Beyond Vengeance and Forgiveness: Facing History after Genocide
- Mass Violence and War Crimes: The Legacy of Nuremberg